# Contendas do Sincorá
Contendas do Sincorá is een gemeente in de Braziliaanse deelstaat Bahia. De gemeente telt 3.886 inwoners (schatting 2009).

## Aangrenzende gemeenten
De gemeente grenst aan Barra da Estiva, Ituaçu, Manoel Vitorino, Mirante en Tanhaçu.